# Demetrios II van Macedonië
Demetrios II Aitolikos (Grieks: Δημήτριος ὁ Αἰτωλικός, gelatiniseerd: Demetrius Aetolicus) was koning van Macedonië van 239 v.Chr. tot 229 v.Chr. uit het huis der Antigoniden. Hij was een zoon van Antigonos II Gonatas.
Demetrios deed reeds rond 260 v.Chr. van zich spreken voordat hij zijn vader opvolgde door Alexander II van Epirus bij Derdia te verslaan en zo het koninkrijk Macedonië veilig te stellen. Toen Demetrios koning werd, zag hij dat twee rivalen, de Achaeërs en de Aetoliërs een verbond sloten tegen de macht van de Macedoniërs. Demetrios bracht dit verbond echter meerdere klappen toe. De opstand in Epirus, die leidde tot het beëindigen van de monarchie en het instellen van een republiek aldaar, verzwakte zijn positie.
Demetrios moest Macedonië ook beschermen tegen de volkeren uit het noorden. Hij stierf kort na een slag tegen de Dardaniërs. Antigonus III Doson werd aangesteld als voogd van Demetrios' zoon Philippos, die bij het overlijden van zijn vader nog een kind was. Antigonos trouwde daarop met de weduwe van Demetrios, Phthia, en werd koning totdat Philippos hem opvolgde.